# 태인군
| Daedongyeojido (Gyujanggak) 17-05.jpg | Daedongyeojido (Gyujanggak) 17-04.jpg |
| Daedongyeojido (Gyujanggak) 18-05.jpg | Daedongyeojido (Gyujanggak) 18-04.jpg |

태인군(泰仁郡)은 정읍시 태인면, 신태인읍, 감곡면, 옹동면, 칠보면, 산외면, 산내면 일대에 있었던 옛 고을이다. 오늘날의 정읍시 신태인읍과 태인면으로 남아있다.

## 1914년 이후
1914년의 행정구역과 현재의 행정구역 비교
| 조선총독부령 제111호 |             |             |                                        |
| 구 행정구역 | 신 행정구역 | 신 행정구역 | 신 행정구역                            |
| 태인군 군내면(郡內面) 구오리 일부/육리 일부/십일리 일부/거산리 일부/(동촌면)신성리 일부/정동리 일부, 백산리/장동/원동 일부/(인곡면)이암리 일부/장수동/(북촌면)일리 일부, 사창리 일부/사리 일부/육리 일부/칠리 일부/십리 일부/십일리 일부, 신기리 일부/용정리 일부/청석동 일부/오리 일부/육리 일부/십리 일부/십일리 일부/거산리 일부/내이리 일부/(고부군 벌미면)덕촌 일부/화천리 일부/회룡리 일부, 홍문리/쌍갈리 일부/사리 일부/오리 일부/칠리 일부/거산리 일부 | 정읍군      | 태인면      | 거산리, 백산리, 태성리, 태창리, 태흥리 |
| 태인군 인곡면(仁谷面) 왕림리/서주동/고천리/관동/녹동/(군내면)쌍갈리 일부/(옹지면)소일리 일부, 구정리/박동리 일부/박서리 일부/(흥천면)궁서리 일부/(군내면)원동 일부/천오리 일부/여율리 일부, 상증리/하증리 | 정읍군      | 태인면      | 고천리, 박산리, 증산리                 |
| 태인군 흥천면(興川面) 강삼리/궁사리 일부/외신리 일부/외이리 일부/(인곡면)이암리 일부/(군내면)원동 일부/(북촌면)일리 일부/구사동 일부/(고부군 벌미면)강신리 일부, 내이리 일부/외이리 일부/외신리 일부/낙양리 일부/용정리 일부/하일리 일부/(군내면)신기리 일부, 천신리/왕천리/하일리 일부/(인곡면)박동리 일부/박서리 일부/낙양리 일부/(군내면)신기리 일부/천오리 일부/청석동 일부                                                                                | 정읍군      | 태인면      | 궁사리, 낙양리, 오봉리                 |
| 태인군 북촌면(北村面) 일리 일부/이리 일부/구사동 일부/(인곡면)이암리 일부, 표천리/상삼리 일부/하삼리 일부/사리 일부/구사동 일부, 제용리 일부/신흥리 일부/(용산면)우항리 일부/괴동 일부/양촌리 일부, 점촌리/사리 일부/요동 일부/오리 일부, 오리 일부/하삼리 일부/신흥리 일부/제용리 일부/(용산면)우항리 일부 | 정읍군      | 용북면      | 구석리, 삼천리, 신용리, 연정리, 우령리 |
| 태인군 용산면(龍山面) 신덕리 일부/화호리 일부/정자리 일부, 대촌리/두동/괴동 일부/양촌리 일부/장군리 일부/(북촌면)신흥리 일부/(고부군 답내면)두전리 일부, 장군리 일부/육동 일부, 정천동/상서동/신곡동/청당리/(김제군 부량면)신평리 일부, 화호리 일부/정자리 일부/신덕리 일부 | 정읍군      | 용북면      | 신덕리, 양괴리, 육리, 청천리, 화호리   |
| 태인군 동촌면(東村面) 내동리/적천리/정동리 일부/매당리 일부/신성리 일부/삼리 일부/(옹지면)내칠리 일부, 수약동/구암리/수천리/후당리/화장동/두곡리 일부/노탄리 일부/(고현내면)도산리 일부, 행정리/노탄리 일부/삼리 일부/칠전리 일부/두곡리 일부/정동리 일부/(고현내면)원촌리 일부/(남촌일변면)신제리 일부 | 정읍군      | 옹동면      | 매정리, 비봉리, 산성리                 |
| 태인군 옹지면(瓮池面) 송월리/용이리/호동/소일리 일부, 와룡리/덕교리/저삼리/상기리/(동촌면)노삼리, 금상리/일리/사리/두오리 일부/소일리 일부/시목리 일부, 석육리/성칠리/외칠리/시목리 일부/내칠리 일부/두오리 일부/(동촌면)매당리 일부 | 정읍군      | 옹동면      | 용호리, 상산리, 오성리, 칠석리         |
| 태인군 서촌면(西村面) 구사리/복호동/성재동 일부/주산리 일부/서재리 일부/분동 일부/(고부군 벌미면)덕촌 일부/(고부군 장순면)상학리 일부 | 정읍군      | 보림면      | 태서리                                 |
| 태인군 남촌이변면(南村二邊面) 마정리/연지동/평촌리 일부/오류촌 일부/(서촌면)태곡리 일부/월천리/(정읍군 북면)태곡리 일부, 가정리/상유리/하유리/입점리/구곡리/평촌리 일부/(남촌일변면)남기리 일부, 중산리/하삼리/상산리 일부/분동 일부/(서촌면)과학치 일부/(고현내면)삼리 일부, 오류촌 일부/상산리 일부/장재동 일부/(서촌면)과학치 일부, 덕두리 일부/장재동 일부/(서촌면)과학치 일부/(고현내면)이리 일부/삼리 일부                                               | 정읍군      | 보림면      | 마정리, 보림리, 매계리, 오류리, 태남리 |
| 태인군 고현내면(古縣內面) 은석리/원촌리 일부/동촌리 일부/육리 일부/도산리 일부/(남촌일변면)삼리 일부/구제리 일부/구동, 행단리/복호리/상오리/하오리/동변리 일부/원촌리 일부/만궁리 일부/(남촌일변면)삼리 일부/흥이리, 명천리/도산리 일부/육리 일부/원촌리 일부 | 정읍군      | 칠보면      | 무성리, 시산리, 와우리                 |
| 태인군 남촌일변면(南村一邊面) 동막리/옥촉리/여암리/벌수리/광신리/(고현내면)만궁리 일부/세유리/사리/진종리/백화리, 상일리/중일리/제내리/백암리/축촌리/석정리 일부/(고현내면)이리 일부/삼리 일부/(동촌면)칠전리 일부/(남촌이변면)덕두리 일부/원두리/사제리, 석정리 일부/남기리 일부 | 정읍군      | 칠보면      | 반곡리, 백암리, 수청리, 축현리         |
| 태인군 감산면(甘山面) 계봉리/대삼리/신삼리/사리 일부/반룡리 일부/소이리 일부/(금구군 수류면)구암리 일부, 오리/육리/칠리/반곡리/과신리/팔리 일부/대구리 일부/소구리 일부/반룡리 일부 | 정읍군      | 감곡면      | 계룡리, 통석리                         |
| 태인군 사곡면(師谷面) 삼평리/북리 일부/하송리 일부/(금구군 남면)만복리 일부, 원방리/상곽리 일부/원중리 일부/원당리 일부/북리 일부, 상송리/하곽리/산전리/회룡리/하송리 일부/소칠리 일부/상곽리 일부/(상촌면)요동 일부, 오주리/원중리 일부, 유수리/정가리/고잔리/옥단동 일부/원당리 일부/원중리 일부/북리 일부/(은동면)명당리 일부 | 정읍군      | 감곡면      | 삼평리, 승방리, 용곽리, 오주리, 유정리 |
| 태인군 은동면(銀洞面) 소사리/신기리 일부/(감산면)팔리 일부/대구리 일부/소구리 일부/(사곡면)신감리 일부, 소일리/이리/삼리/명당리 일부/점촌 일부/(사곡면)옥단동 일부/천곡리, 산직촌/대사리/신흥리/진교리/점촌 일부/(군내면)여율리 일부, 일리/신기리 일부/(감산면)소이리 일부/반룡리 일부/(사곡면)신감리 일부/회암리 | 정읍군      | 감곡면      | 대신리, 방교리, 진흥리, 화봉리         |
| 태인군 산외이변면(山外二邊面) 구장리/만병리/만헌리/진계리 일부/(산내일변면)상두리/가야리, 정량동/도화동/내능리/민하동/능암리/안계리, 상엄리/하엄리/죽동/화정리/무릉리/산내리/하내리/녹동/당곡리/진계리 일부 | 정읍군      | 산외면      | 상두리, 정량리, 화죽리                 |
| 태인군 산외일변면(山外一邊面) 상지리/하지리/동곡리/용두리 일부/평동 일부, 주곡리/야정리/공동/이치리/신배리/신암리, 사평리/하성리/신천리/평동 일부/용두리 일부/(산외이변면)운전리/노은리/척곡리 | 정읍군      | 산외면      | 동곡리, 오공리, 평사리                 |
| 태인군 산내이변면(山內二邊面) 대능리/용암리/능교리/문수리/상허리/하허동/구복리/감곡리, 매죽리/진삼동/용운리 일부, 원덕리/상례동/하례동, 시동/종암리/신기리/평내리/백필리/청동 일부/사리 | 정읍군      | 산내면      | 능교리, 매죽리, 예덕리, 장금리         |
| 태인군 산내일변면(山內一邊面) 상탄리/용강리/하두리/사교리/상신리/영동 일부/상두리 일부/(산내이변면)용운리 일부, 내목리/외목리/양하동/마시동/상두리 일부, 여우리/하쌍리/원전리/(임실군 하운면)여우치 일부, 백운동/백여리/묵동/종성리/백학동/안성리/상이리/하이리/황토리/황학동/(산내이변면)청동 일부/용운리 일부 | 정읍군      | 산내면      | 두월리, 목욕리, 종산리, 종성리         |

- 태인면(泰仁面)은 태인군 군내면(郡內面), 인곡면(仁谷面), 흥천면(興天面)을 합하여 군의 이름을 따와 태인면이라 하였다.
- 보림면(寶林面)은 태인군 서촌면(西村面), 남촌이변면(南村二邊面)을 합하여 보림사(寶林寺)의 이름을 따와 보림면이라 하였다.
- 용북면(龍北面)은 태인군 북촌면(北村面), 용산면(龍山面)을 합하여 두 면의 이름을 따와 용북면이라 하였다.
- 옹동면(瓮東面)은 태인군 동촌면(東村面)과 옹지면(瓮池面)을 합하여 두 면의 이름을 따와 옹동면이라 하였다.
- 감곡면(甘谷面)은 태인군 감산면(甘山面), 사곡면(師谷面), 은동면(銀洞面)을 합하여 두 면(감산, 사곡)의 이름을 따와 감곡면이라 하였다.
- 칠보면(七寶面)은 태인군 고현내면(古縣內面), 남촌일변면(南村一邊面)을 합하여 칠보산(七寶山)의 이름을 따와 칠보면이라 하였다.
- 산외면(山外面)은 태인군 산외일변면(山外一邊面), 산외이변면(山外二邊面)을 합하여 기존 면의 이름(산외)을 따와 산외면이라 하였다.
- 산내면(山內面)은 태인군 산내일변면(山內一邊面), 산내이변면(山內二邊面)을 합하여 기존 면의 이름(산내)을 따와 산내면이라 하였다.